# Tentative de coup d'État de 1976 au Nigeria
La tentative de coup d'État de 1976 au Nigeria est une tentative de coup d'État militaire survenue le 13 février 1976 au Nigeria lorsqu'une faction d'officiers des forces armées, dirigée par le lieutenant-colonel Buka Suka Dimka (en), tente de renverser le gouvernement du général Murtala Muhammed (qui a lui-même pris le pouvoir lors du coup d'État de 1975 (en)).

## Déroulement

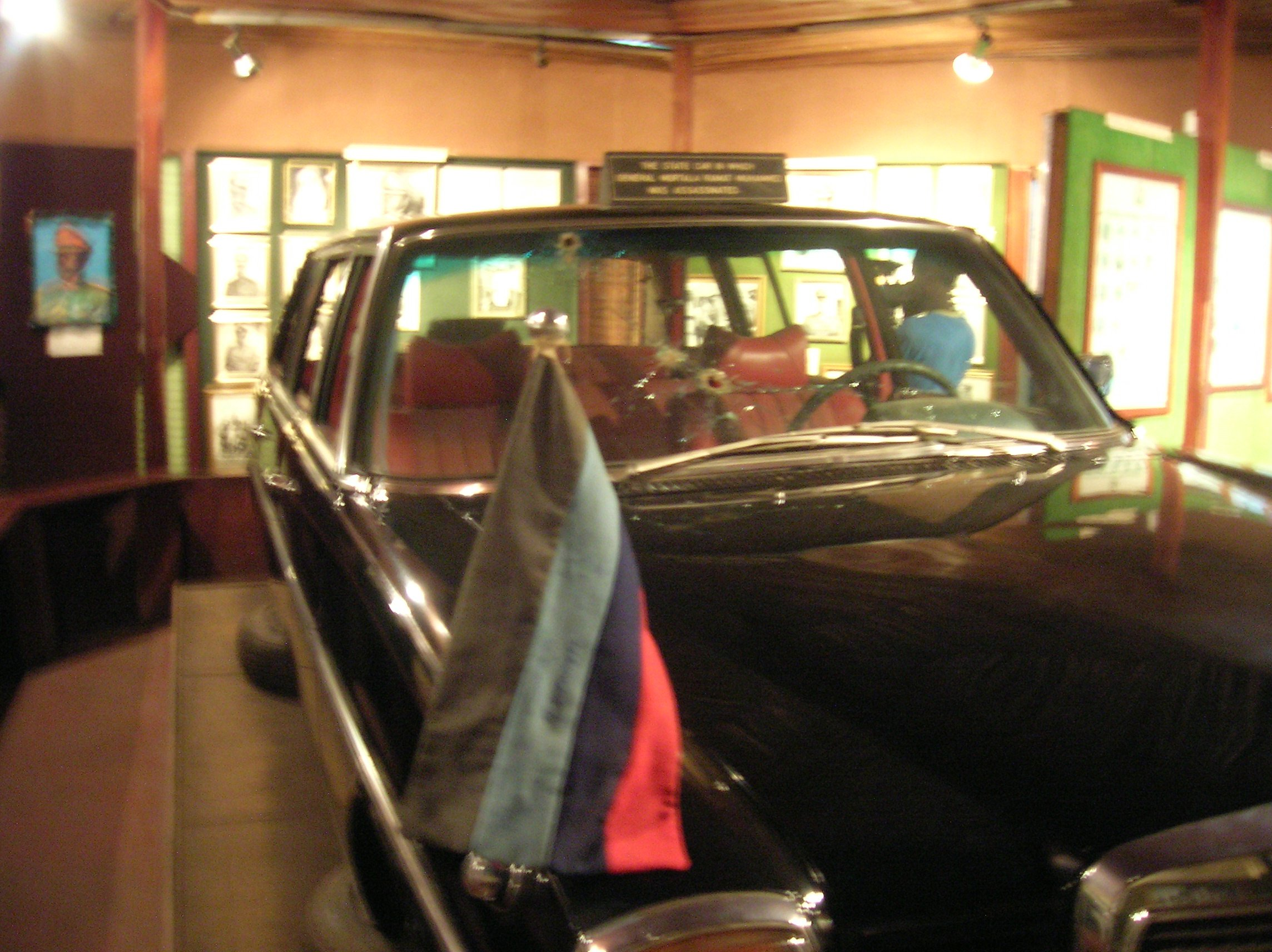
Mercedes-Benz /8 dans laquelle Muhammed a été assassiné, avec les impacts de balles dans le pare-brise, exposée au musée national du Nigeria à Lagos.

Muhammed est assassiné à Lagos, avec son aide de camp, le lieutenant Akintunde Akinsehinwa (en), lorsque sa voiture est victime d'une embuscade à Ikoyi, sur la route de la caserne de Dodan (en), par un groupe de soldats dirigé par Dimka. Dans une émission prévue à la nation, Dimka justifie sa tentative de renversement du gouvernement par la corruption, l'indécision, l'arrestation et la détention sans procès, la faiblesse de la part de Muhammed et la mauvaise administration du pays en général. La tentative de coup d'État est écrasée quelques heures plus tard par les troupes gouvernementales.

## Conséquences
Après une chasse à l'homme de trois semaines, Dimka est arrêté près d'Abakaliki, dans le sud-est du Nigeria, le 6 mars 1976. À la suite d'un procès en cour martiale, Dimka et 6 autres conspirateurs sont exécutés par un peloton d'exécution le 15 mai 1976.
Le général Muhammed est remplacé par le lieutenant-général Olusegun Obasanjo à la tête de l'État.